# 長谷村 (長野県)
長谷村（はせむら）は、長野県上伊那郡の東部に位置した村。
2006年（平成18年）3月31日に伊那市、高遠町と合併し、新『伊那市』として発足。47年の歴史に幕を閉じた。なお、旧村域には市町村の合併の特例に関する法律（合併特例法）に基づく地域自治区が2016年3月30日を期限として設置された。

## 地理
中央構造線上に位置する、南アルプスと伊那山地の間の峡谷地域。
- 山：入笠山、鋸岳、甲斐駒ヶ岳、仙丈ヶ岳、三峰岳、塩見岳、戸倉山
- 河川：三峰川
- 湖沼：美和湖（美和ダム湖）
- 露頭：中央構造線 板山露頭・溝口露頭

### 隣接していた自治体
- 長野県
  - 伊那市、駒ヶ根市
  - 上伊那郡高遠町
  - 下伊那郡大鹿村
  - 諏訪郡富士見町
- 山梨県
  - 南アルプス市、北杜市
- 静岡県
  - 静岡市

## 歴史
- 1959年（昭和34年）4月1日 - ともに入野谷（いりのや）地方と呼ばれた美和村・伊那里村が合併して発足。
- 2006年（平成18年）3月31日 - 伊那市・高遠町と合併し、改めて伊那市が発足。同日長谷村廃止。

## 友好都市
- 静岡県磐田市（旧磐田郡福田町）

## 交通

### 鉄道路線

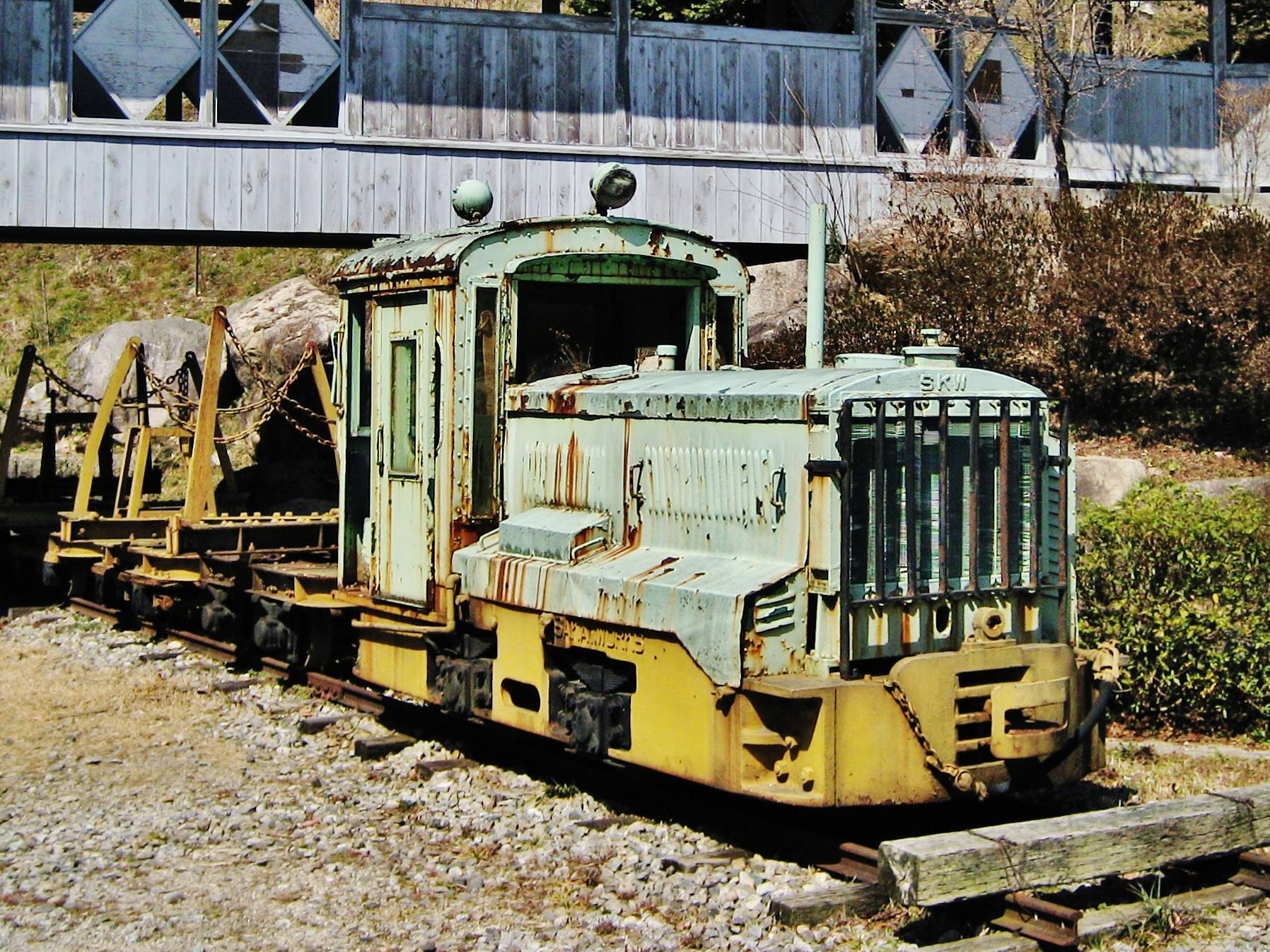
当町の森林鉄道で活躍した機関車。廃止後は木曽森林鉄道に移管、現在は南木曽町にある山の歴史館に展示されている。

かつて2路線の森林鉄道（浦森林鉄道・黒河内森林鉄道）が運行されていたが、自然災害や代替となる車道の整備によって1964年（昭和39年）までに全廃した。

### 道路
- 一般国道
  - 国道152号
- 林道
  - 南アルプス林道

### バス
- JRバス関東

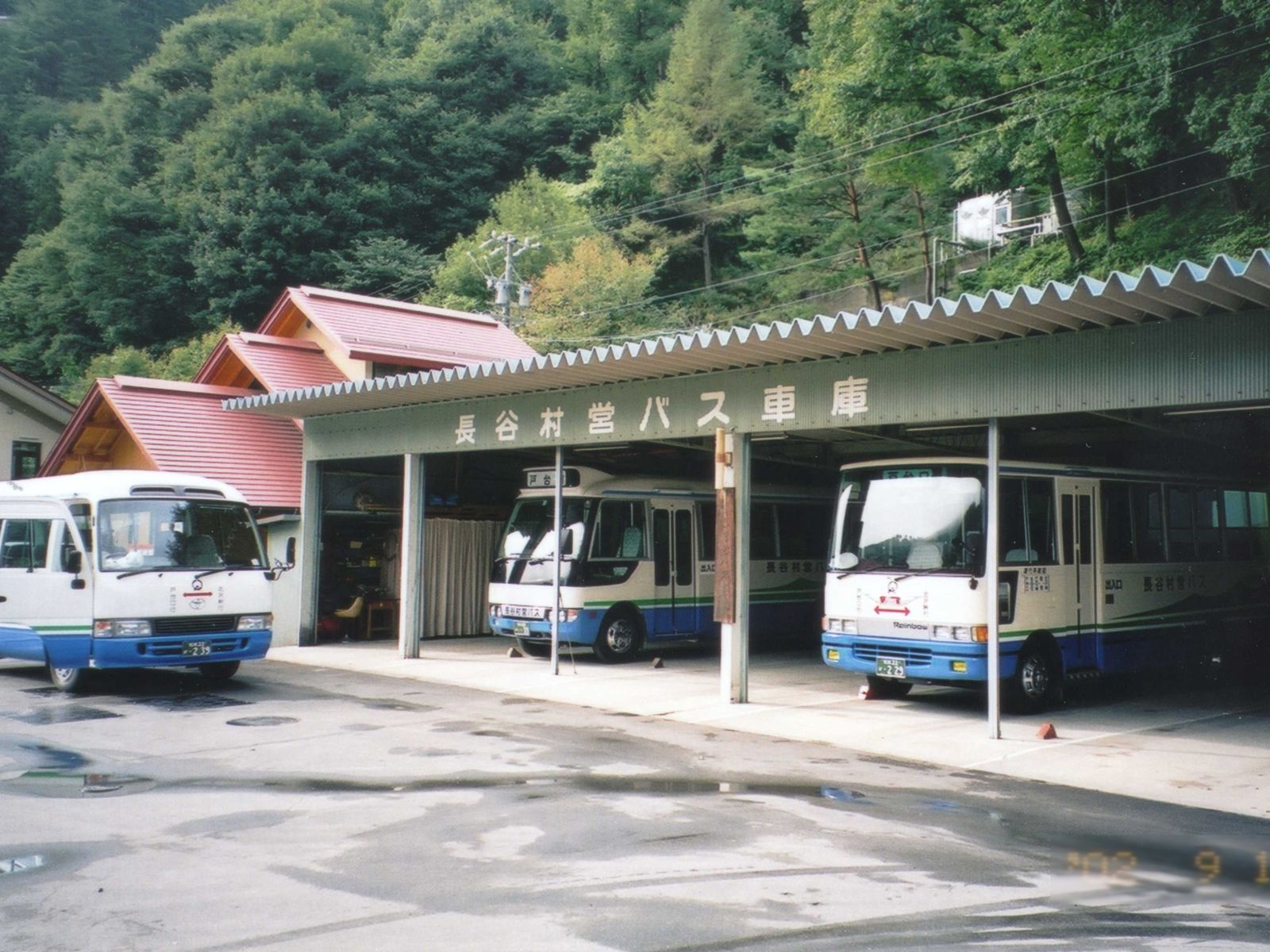
長谷村営バス

- 長谷村営バス（南アルプス林道バス）…合併後は伊那市営バスとして運行。

## 出身有名人
- 宮下創平 - 政治家・官僚
- 西村与志木 - テレビ局員